# Большая афера
«Большая афера» (англ. The Grand Seduction — «Большой соблазн») — комедийный фильм режиссёра Дон МакКеллара с Бренданом Глисоном и Тейлором Китчем в главных ролях. Мировая премьера состоялась 8 сентября 2013 года на кинофестивале в Торонто, премьера в России — 21 августа 2014 года. Фильм был выдвинут в четырёх номинациях на премию Канадской академии кино и телевидения «Джини» и выиграл одну. Слоган фильма: «Добро пожаловать в наш райский уголок! 120 отъявленных лжецов нуждаются в хорошем докторе».
Фильм является ремейком одноимённого квебекского фильма 2009 г. Кена Скотта, однако перенесён в более привычные для англоязычной аудитории реалии.

## Сюжет
После запрета рыбного промысла жители маленькой канадской деревушки уезжают в город, чтобы устроиться на работу. Оставшиеся раз в месяц получают на почте чек на пособие, обналичивают его в местном отделении банка, ловят рыбу и отдыхают в пабе. Другой «работы» у местных нет.
В деревушке могут построить завод по переработке отходов нефтяного производства, но основным условием для этого является наличие доктора, которого в гавани нет. Когда мэр ночью тайком сбегает в город, где ему предложили работу, а Барбара оставляет мужа, чтобы работать на городском мусороперерабатывающем заводе, Мюррей Френч берёт на себя переговоры о строительстве. Теперь ему нужно, заручившись поддержкой местного населения, за месяц убедить доктора Льюиса заключить долгосрочный контракт, увеличить население деревни и найти сто тысяч долларов на взятку.

## В ролях
| Актёр          | Роль                                     |
| -------------- | ---------------------------------------- |
| Брендан Глисон | Мюррей Френч                             |
| Тейлор Китч    | Пол Льюис пластический хирург            |
| Гордон Пинсент | Саймон                                   |
| Лиэн Балабан   | Кетлин                                   |
| Ронда Роджерс  | Саманта                                  |
| Карли Бун      | Люси Тилли                               |
| Марк Критч     | Генри Тилли менеджер банка               |
| Кэти Джонс     | Барбара Френч жена Мюррея                |
| Шон Патинг     | Эрнест Френч                             |
| Мэри Уолш      | Вера жена Саймона                        |
| Питер Келеган  | представитель нефтяной компании Андерсон |
| Стив О'Коннелл | Джо                                      |
| Анна Хопкинс   | Хелен                                    |

## Награды и номинации
«Джини» (Genie Awards 2014)
- Номинация — Лучший фильм.
- Номинация — лучший актёр (Брендан Глисон).
- Номинация — лучший адаптированный сценарий (Майкл Даус, Кен Скотт).
- Премия — Лучший актёр второго плана (Гордон Пинсент).